# 충무로역
충무로역(忠武路驛, Chungmuro station)은 서울특별시 중구 퇴계로에 있는 수도권 전철 3호선과 수도권 전철 4호선의 환승역이다. 역명은 충무로에서 따왔다.

## 역사
- 1983년 9월 13일 : 충무로역으로 역명 결정[1]
- 1985년 10월 18일 : 서울 지하철 3호선 독립문 ~ 양재 구간, 서울 지하철 4호선 한성대입구 ~ 사당 구간 개통과 함께 환승역으로 영업 개시[2]

## 역 구조
4호선이 위층에, 3호선이 아래층에 있다. 대합실을 공유하며, 4호선의 역으로 취급한다. 3호선과 4호선의 환승은 계단 하나만 이용하면 바로 환승할 수 있으며, 우회 통로도 존재한다. 대신 4호선 승강장이 상대식, 3호선 승강장이 섬식이기 때문에 3호선 승강장은 4호선과의 환승 통로를 위하여 약간 더 벌어져 있다. 3호선 승강장에는 5호선의 신금호역, 마천역, 영등포시장역, 7호선의 가산디지털단지역과 같은 암반 형태를 갖추었으나, 2012년에 리모델링 공사를 하여 모두 철거되었다. 3호선과 4호선 간의 연결 선로가 이 역과 동대입구역 사이에 있어서 창동차량사업소 소속 열차는 이 선로를 이용하여 지축차량사업소에서 중정비를 받게 된다. 출구는 8개가 있다. 3호선 승강장은 곡선형 승강장이며, 승강장과 열차 사이의 틈새가 넓으므로 승, 하차시 발이 빠지지 않도록 주의하여야 한다. 두 노선 모두 스크린도어가 설치되어 있다.

### 승강장
- 3호선 승강장

| 을지로3가 ↑ |
| 하상 \|     |
| ↓ 동대입구  |

- 4호선 승강장

| 동대문역사문화공원 ↑ |
| \| 상                |
| ↓ 명동               |

| B4F 3호선 승강장 |                     |                                                                   |
| 상행             | ● 수도권 전철 3호선 | 을지로3가 · 종로3가 · 경복궁 · 연신내 · 구파발 · 지축 · 대화 방면 |
| 하행             | ● 수도권 전철 3호선 | 약수 · 옥수 · 고속터미널 · 교대 · 도곡 · 일원 · 수서 · 오금 방면  |
| B3F 4호선 승강장 |                     |                                                                   |
| 상행             | ● 수도권 전철 4호선 | 동대문역사문화공원 · 동대문 · 혜화 · 창동 · 진접(경복대) 방면     |
| 하행             | ● 수도권 전철 4호선 | 명동 · 회현 · 이촌 · 사당 · 과천 · 금정 · 안산 · 오이도 방면      |

## 역 주변
- 남산
- 남산골한옥마을
- 대한극장
- 동국대학교
- 동국대학교 체육관 (대학농구리그 동국대학교 홈구장)
- 매일방송
- N서울타워(순환버스 02번을 타고 이동)
- 서울중부경찰서
- 서울특별시 건설안전관리본부
- 서울시정개발연구원
- 서울소방재난본부
- 신한은행 충무로역지점
- 을지로4가우체국
- 중구청
- 중부세무서
- 필동행정복지센터
- 한국의 집
- 매일경제신문 본사
- 진양상가
- 제일병원
- NH농협은행 충무로지점
- 한국장애인고용공단 서울맞춤훈련센터
- 한국장애인고용공단 서울지역본부
- 인제대학교 서울백병원
- 가톨릭평화방송

## 사진

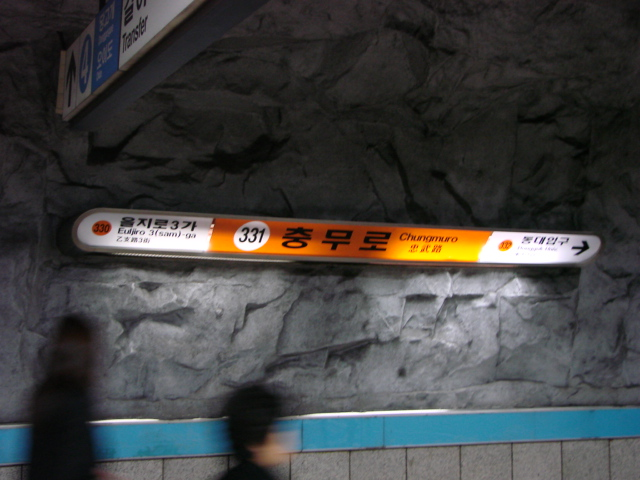
3호선 역명판 (리모델링 전)
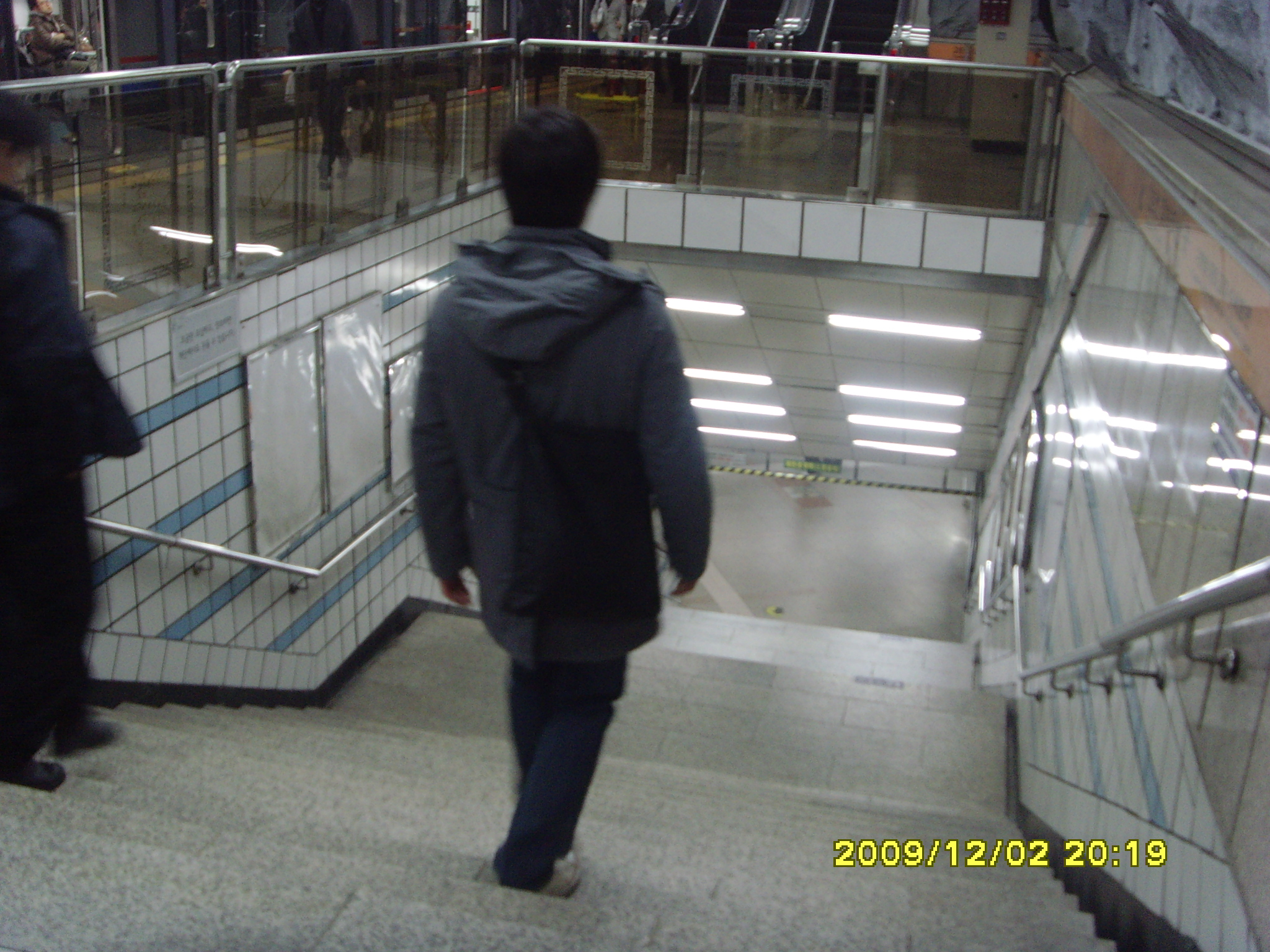
환승 통로
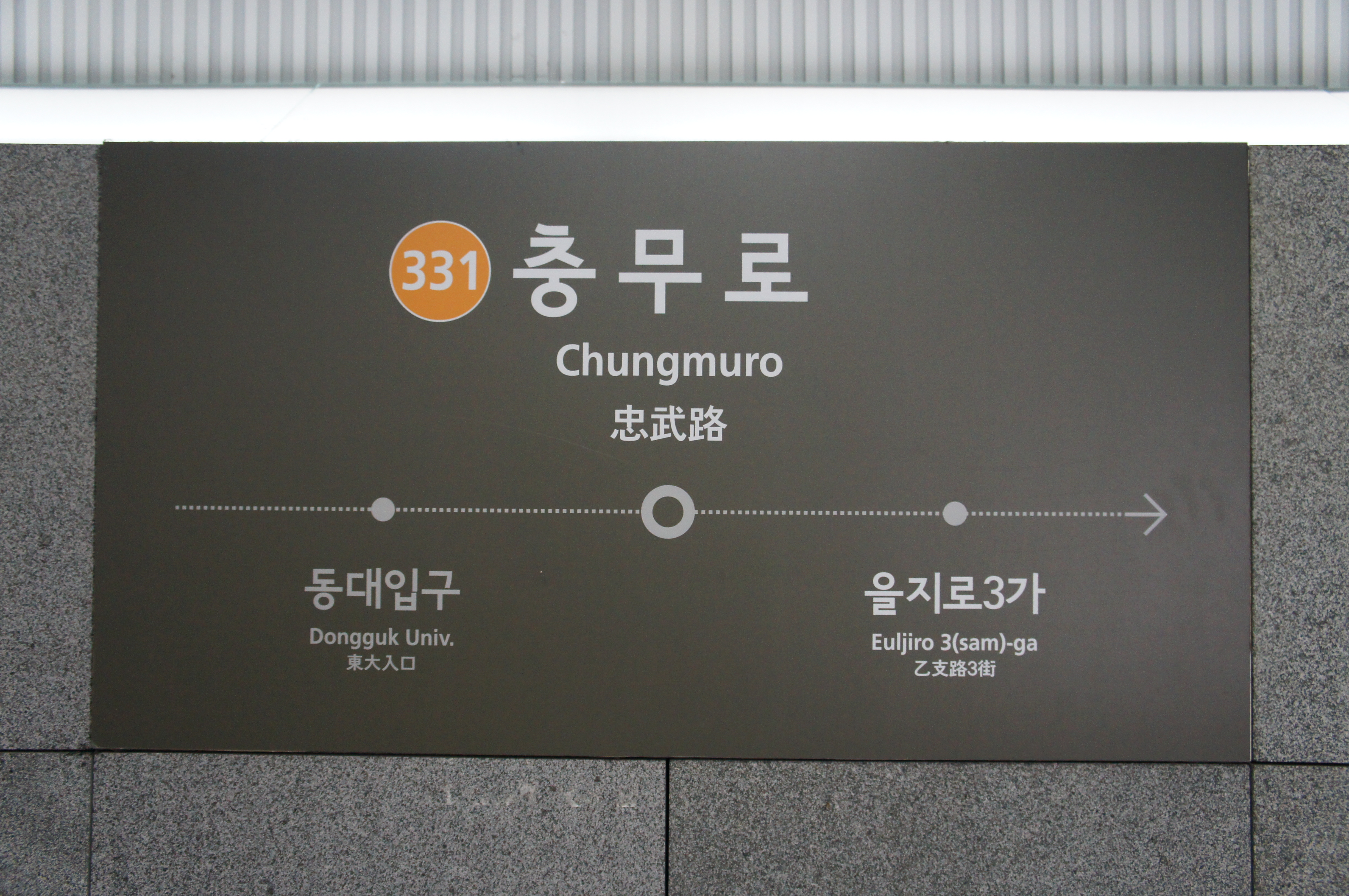
3호선 역명판(교체전)
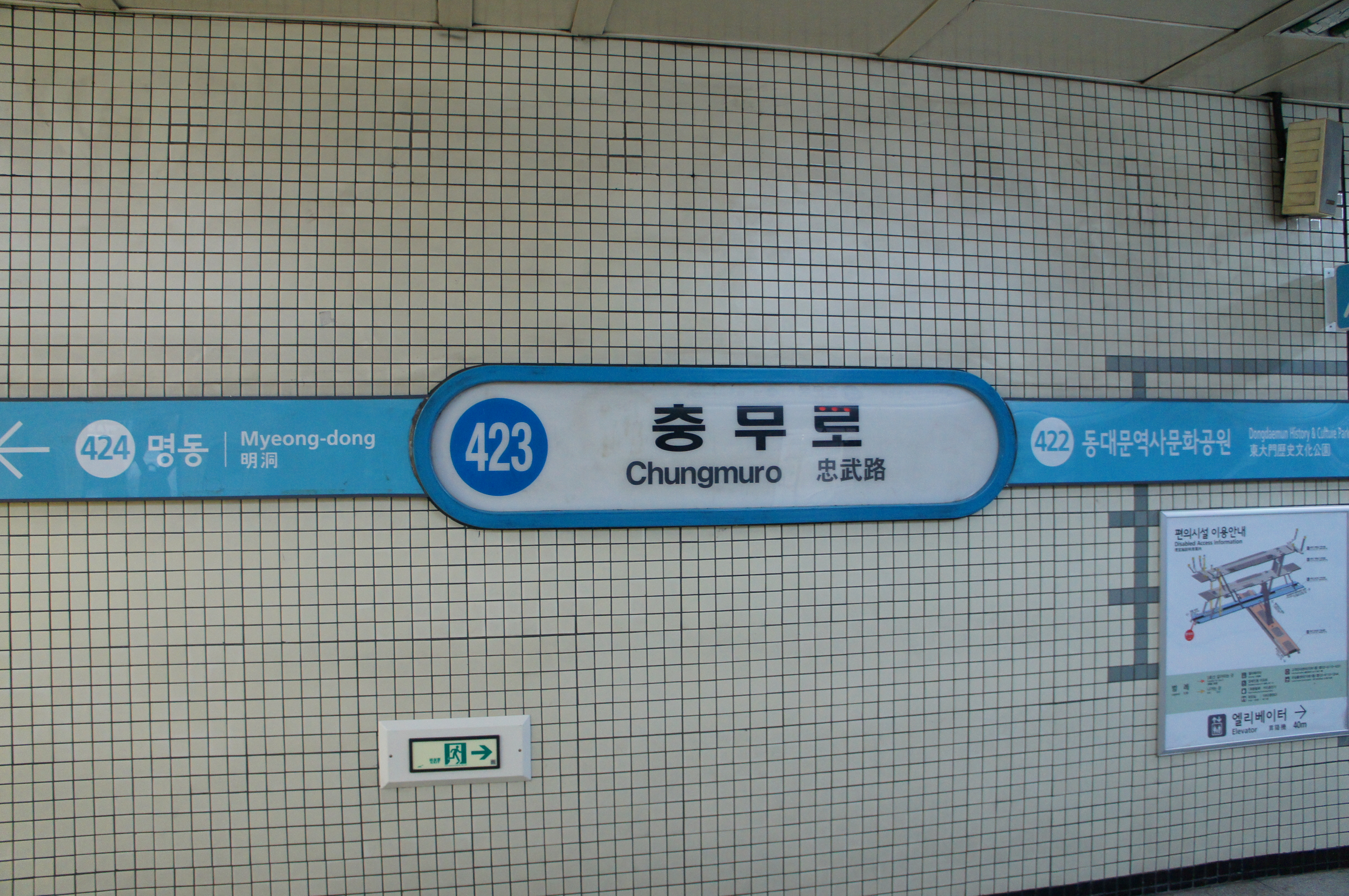
4호선 역명판
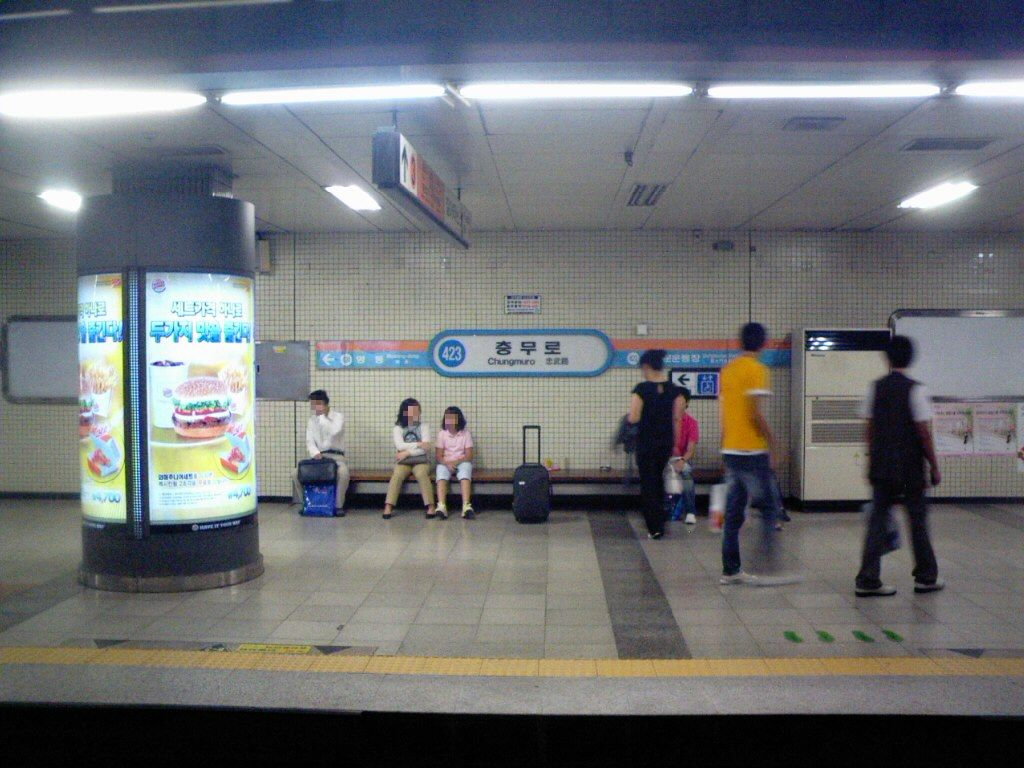
4호선 승강장 (스크린도어 설치 전)
매표소와 노선도 (현재는 무인 교통카드 발매기 사용으로 폐지되었다.)
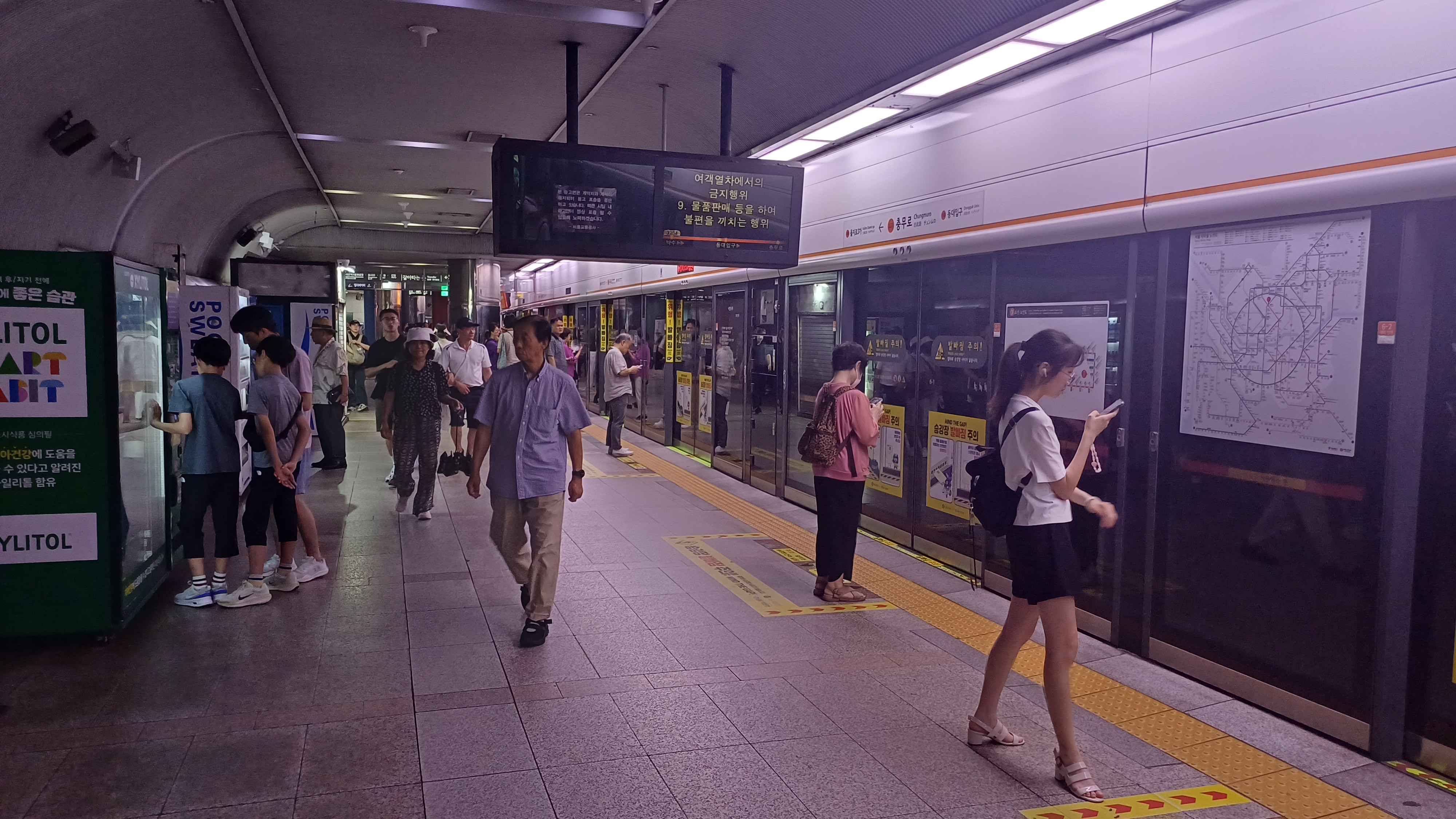
3호선 대화방면 승강장
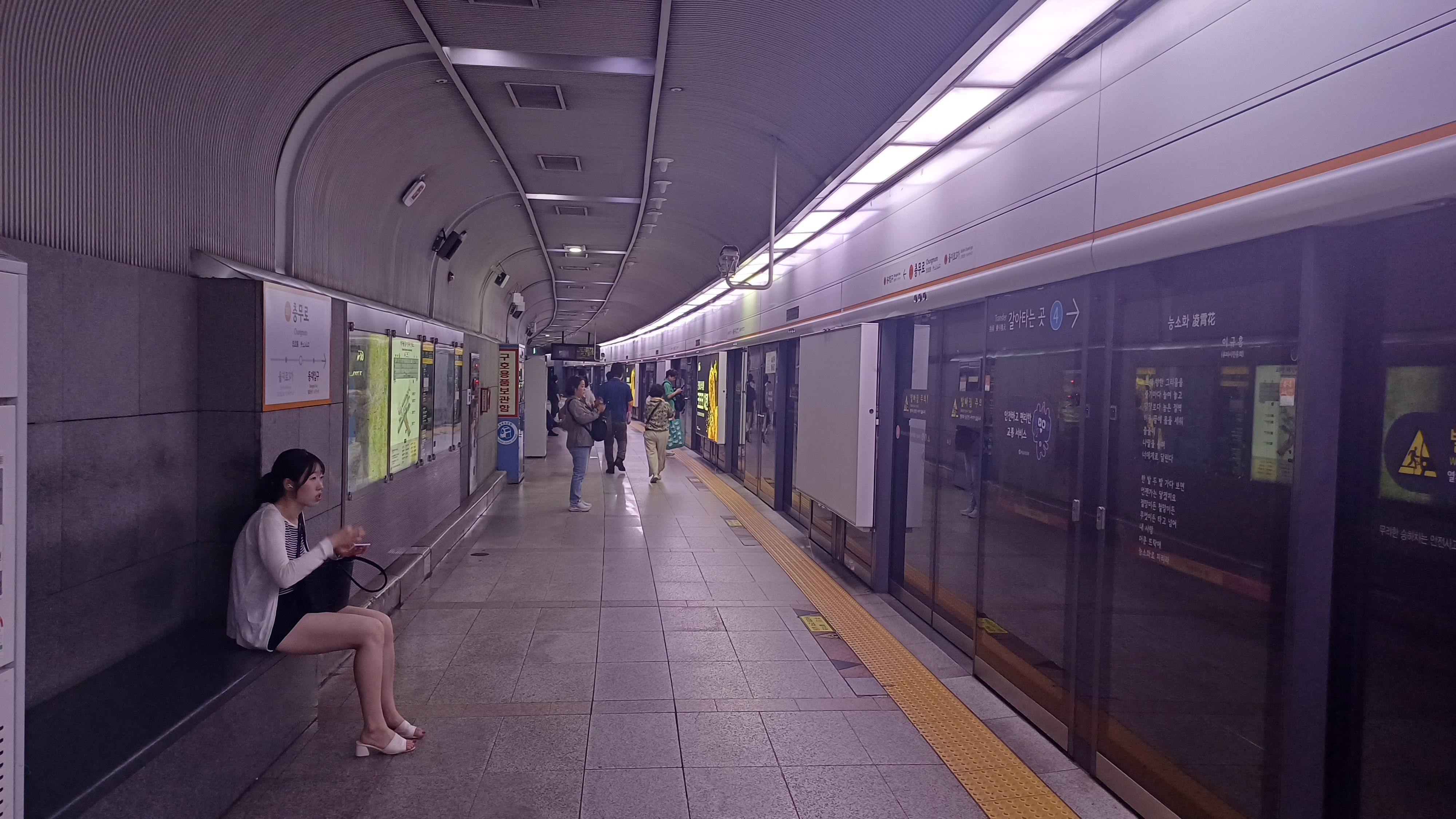
3호선 오금방면 승강장

## 이용객 변동
이용객 수는 모두 서울 지하철 4호선 이용객으로 통합해 집계되고 있다.
| 노선  | 노선   | 일평균 인원수 (명/일) | 일평균 인원수 (명/일) | 일평균 인원수 (명/일) | 일평균 인원수 (명/일) | 일평균 인원수 (명/일) | 일평균 인원수 (명/일) | 일평균 인원수 (명/일) | 일평균 인원수 (명/일) | 일평균 인원수 (명/일) | 일평균 인원수 (명/일) | 각주  |
| 노선  | 노선   | 2000년                | 2001년                | 2002년                | 2003년                | 2004년                | 2005년                | 2006년                | 2007년                | 2008년                | 2009년                | 각주  |
| ----- | ------ | --------------------- | --------------------- | --------------------- | --------------------- | --------------------- | --------------------- | --------------------- | --------------------- | --------------------- | --------------------- | ----- |
| 4호선 | 승차   | 34,438                | 35,220                | 37,762                | 37,994                | 38,663                | 36,326                | 34,949                | 34,256                | 33,957                | 33,873                | [ 3 ] |
| 4호선 | 하차   | 37,820                | 38,791                | 40,708                | 41,230                | 41,770                | 39,266                | 37,650                | 36,660                | 36,439                | 35,839                | [ 3 ] |
| 4호선 | 승하차 | 72,259                | 74,011                | 78,470                | 79,224                | 80,433                | 75,592                | 72,599                | 70,916                | 70,396                | 69,712                | [ 3 ] |
| 노선  | 노선   | 2010년                | 2011년                | 2012년                | 2013년                | 2014년                | 2015년                | 2016년                | 2017년                | 2018년                |                       | [ 3 ] |
| 4호선 | 승차   | 34,250                | 34,959                | 34,727                | 34,071                | 34,432                | 33,741                | 33,463                | 32,077                | 31,979                |                       | [ 3 ] |
| 4호선 | 하차   | 35,853                | 36,362                | 35,858                | 35,465                | 35,675                | 34,859                | 34,439                | 32,963                | 32,623                |                       | [ 3 ] |
| 4호선 | 승하차 | 70,103                | 71,321                | 70,585                | 69,536                | 70,107                | 68,600                | 67,902                | 65,040                | 64,602                |                       | [ 3 ] |

## 인접한 역
| 서울 지하철 3호선                | 서울 지하철 3호선   | 서울 지하철 3호선      |
| -------------------------------- | ------------------- | ---------------------- |
| 330 을지로3가 대화 방면          | ● 수도권 전철 3호선 | 332 동대입구 오금 방면 |
| 서울 지하철 4호선                |                     |                        |
| 422 동대문역사문화공원 진접 방면 | ● 수도권 전철 4호선 | 424 명동 오이도 방면   |